# 夏泊ゴルフリンクス
夏泊ゴルフリンクス（なつどまりゴルフリンクス）は、 青森県東津軽郡平内町に広がるゴルフ場である。

## 概要
夏泊ゴルフリンクスは、新たなゴルフ場建設に向け「エビハラスポーツマン株式会社」がゴルフ場経営に乗り出したことに始まる。コース設計は海老原寿人が行い、工事は株式会社鹿内組が行い、1992年（平成4年）6月15日、18ホール規模のゴルフ場が開場された。ゴルフ場は、新幹線の新青森駅と青森空港から1時間程の、青森県の陸奥湾から突き出た夏泊半島の高台に位置した丘陵地にある。コースは、全体はゆるやかな傾斜の中にあり、大きな樹木はほとんどなく、手を入れない自然のままのラフ、イギリスのリンクスそのままの丘陵コースである。また、日本のプロゴルフメジャー大会の1つ、日本プロゴルフ協会主催競技でもあり、日本選手権大会に相当する、日本プロゴルフ選手権大会などの大会開催の実績がある。

## 所在地
〒039-3301 青森県東津軽郡平内町東田沢10-230番地

## コース情報
- 開場日 - 1992年6月15日
- 設計者 - 海老原 寿人　Hisato Ebihara
- 面積 - 1,200,000m2（約36.3万坪）
- コースタイプ - 丘陵コース
- コース - 18ホールズ、パー72、ヤード、コースレート74.2
- グリーン - 1グリーン、ベント（ペンクロス）
- フェアウエイ - ブルーグラス、ライグラス
- ラフ - ライグラス、フェスキュー
- ハザード - バンカーの103、池が絡むホール4
- プレースタイル - 乗用カート(5人乗り)、乗用カート(2人乗り)、自走式、キャディ・セルフ選択可
- 練習場 - 20打席 280ヤード
- 休場日 - シーズン中はなし、冬季クローズ（12月中旬 - 3月中旬まで）[3][4]

## クラブ情報
- ハウス面積 - 3,578m2（1,082坪）
- ハウス設計 - HGHB Douglas Barker  ＆　Tsunekata Naito
- ハウス施工 - 大成建設株式会社[3][4]

## ギャラリー
- コース - 「夏泊ゴルフリンクス」、コース紹介
- ハウス - 「夏泊ゴルフリンクス」、施設案内

## 交通アクセス
- 鉄道 - 青い森鉄道 - 浅虫温泉駅よりタクシー利用 約30分
- 道路 - 東北自動車道 - 青森東ICより 25km[5][6]

## メジャー選手権
- 1995年（平成7年） - 第63回 日本プロゴルフ選手権大会[7]

## 関連文献
- 『新建築』、68(10) 、「作品 夏泊ゴルフリンクス / HGHB アルプ設計室」、東京 新建築社、1993年10月、2020年9月1日閲覧
- 『週刊ダイヤモンド』、90(28) (通号 3942) 、ダイヤモンド社 編、「Good Shot 週刊ダイヤモンドが選んだ日本のベスト・コース150(11)第120位 夏泊ゴルフリンクス」、西澤忠著、東京 ダイヤモンド社、2002年7月20日、2020年9月1日閲覧
- 『月刊公論』、37(10)、「GOLF 写真家 長濱治を刺激した隠れた名門(2)夏泊ゴルフリンクス」、鏑木義成著、東京 財界通信社、2004年10月、2020年9月1日閲覧
- 『ゴルフ場ガイド 東版』2006-2007、「夏泊ゴルフリンクス（青森県）」、東京 ゴルフダイジェスト社、2006年5月、2020年9月1日閲覧
- 『月刊れぢおん青森』、37(441)、「青森地域社会研究所 編地域の元気 インタビュー(第29回)平内ホタテ料理推進協議会 会長 三上豊氏(夏泊ゴルフリンクス レストランシーグランス 調理長) 平内ホタテ料理推進協議会 事務局長 ベイビー畑井(畑井幸治)氏(平内町水産商工観光課 課長補佐) 平内町漁業協同組合 指導部長 濱田昌勝氏 「平内ホタテ活御膳」、存分に召し上がってください」、三上豊・ベイビー畑井(畑井幸治) ・濱田昌勝著、青森地域社会研究所、2015年8月、2020年9月1日閲覧